# Vespula germanica
Vespula germanica (Fabricius, 1793) è una specie di imenottero Apocrita della famiglia delle Vespidae.
È una vespa dalla tipica colorazione a bande nere e gialle, che può essere facilmente confusa, al primo sguardo, con la Polistes dominula.
È una vespa dalle abitudini alimentari prettamente carnivore. Alimenta le proprie larve con insetti che cattura e rinchiude nel favo con le proprie uova, affinché le larve che usciranno possano in seguito nutrirsene.
È considerato, spesso erroneamente, un insetto dall'impatto negativo, soprattutto nell'ambito della frutticoltura, perché non disdegna di nutrirsi di frutta matura e dolce, ma deve anche essere considerato un insetto utile nella lotta biologica contro alcuni parassiti. Ha un ruolo anche nell'impollinazione di specie floreali selvatiche quali Ombrellifere, Euforbiacee, Edera ed altre.
La Vespula germanica è originaria dell'Europa sebbene sia riuscita ormai ad acclimatarsi bene anche nel continente americano. È presente anche in Nuova Zelanda.
Come la maggior parte delle Vespula, la V. germanica è una specie poliginica, in cui cioè possono regnare più regine in una stessa colonia denominata "supercolonia" e che può essere anche perenne.

## Ciclo vitale
In primavera la regina svernante comincia a costruire un primo mucchietto di cellette; queste sono prodotte con schegge di legno secco o frammenti di cartone impastati con la saliva della vespa che vanno a formare una pasta modellabile. Il materiale appena modellato si indurisce e prende una consistenza cartacea. Le prime cellette sono coperte da un involucro delle dimensioni di una noce, sempre cartaceo ma questa volta impermeabile, che ripara il primo gruppo di celle nelle quali si sviluppano le prime operaie della nuova colonia. La regina, finché non nascono le operaie, si occuperà di ampliare il nido, difenderlo e ripararlo se rovinato, nonché di procurare il nutrimento per le larve: tutti compiti che spetteranno alle vespe operaie una volta nate; a quel punto alla regina non resterà che deporre le uova e assicurarsi che tutte le larve e le operaie siano esclusivamente sue figlie, uccidendo o cacciando eventuali intruse. Il nido quindi viene ampliato dalle operaie nascenti, aggiungendo sempre più strati attorno alla copertura iniziale che viene quindi demolita, per far aumentare il numero di cellette.
Presto un solo piano di cellette non basta più e subito ne vengono costruiti altri paralleli al piano iniziale, collegati fra loro con appositi pilastri cartacei.
In poco tempo il nido raggiunge le dimensioni di un panettone. In altre specie di vespule, come quelle americane, il nido si ferma a due o tre strati medio-piccoli di cellette con pochi strati attorno.
Nelle Dolichovespula il nido raramente è composto da più di uno strato di cellette.
Mentre il nido aumenta di dimensione, la regina ha sempre più cellette a disposizione per deporre le uova; per tutta la durata dell'estate il nido continua ad ampliarsi e le operaie continuano ad aumentare di numero.
Le ultime covate di operaie, essendo più nutrite, producono operaie grandi quanto regine e difficili nella distinzione da queste ultime.
Una volta nate le ultime operaie è ormai autunno inoltrato e ci sono già migliaia di esemplari: allora la regina cessa provvisoriamente di deporre le uova per lasciare sufficiente spazio alla covata successiva.
L'ultima covata, prima della morte della regina, genererà nuove regine ed esemplari maschi: è quasi inverno. Le operaie stanno ormai morendo e ne restano sempre meno dopo la morte della regina ormai troppo anziana. Le poche operaie rimaste si dedicano esclusivamente al nutrimento e alla difesa delle nuove femmine fertili e dei maschi per prepararli al volo nuziale che solitamente si svolge quando le temperature sono ormai basse.
Le giovani regine ed i maschi, quindi, volano via dal nido di appartenenza e si disperdono assieme ad altri sessuati di altri nidi.
Quando una femmina fertile incontra un maschio, non necessariamente proveniente da un diverso nido, ha luogo l'accoppiamento, dopo il quale il maschio muore e la femmina fecondata va a svernare nel legno marcio o sotto terra, in attesa della bella stagione per riavviare il ciclo vitale.

## Specie simili
V. germanica si distingue dalle altre vespe per via del clipeo che solitamente è giallo con uno o più puntini neri verso il centro o un disegno a forma di bastoncino, sempre sul clipeo, che va dalla parte superiore del clipeo al centro dello stesso. Le macchie addominali negli esemplari più vecchi sono unite alle bande nere, mentre gli esemplari nati da metà estate in poi presentano maggiori dimensioni, colore giallo più marcato e macchie nere distaccate dalle bande nere. Al centro delle bande nere vi è una macchia a forma di freccia con la base attaccata alla banda nera. La Vespula vulgaris, specie simile alla V. germanica, ha macchie a forma di piramide e non di freccia mentre il clipeo presenta una macchia nera a forma di ancora.